# Джон Макклейн
Джон Макклейн (англ. John McClane) — герой серії фільмів «Міцний горішок». Починаючи з першого фільму, виконавець ролі — Брюс Вілліс. Макклейн є «типовим» американським героєм. Під час невпинної боротьби з лиходіями лається, жартує і не втрачає присутності духу. За словами Ганса Грубера: «ще один американець, який думає, що він Джон Вейн». Криза у шлюбі, запекле паління, стан — «у двох кроках від алкоголізму» (або «в одному кроці», за словами Джона), зневага до влади призводять на межу звільнення.
Образ Джона Макклейна був спочатку заснований на вигаданих персонажах: детектив Джо Леланд з роману Родеріка Торпа «Ніщо не вічне», Френк Мелоун з роману Вальтера Вагер «58 хвилин» (адаптований для фільму «Міцний горішок 2») та частково Брудний Гаррі.

## Служба
У фільмі «Міцний горішок 4.0» головний антагоніст Томас переглядає особову справу Джона Макклейна, де видно: Посада: Детектив класу D-2

Номер значка: 7479

Рік навчання у Поліцейській академії: 1977 рік 

Випуск: 23 червня 1977 року
- 1977 — початок роботи у поліції
- 1979 — підвищення схвалено
- 1981 — тест на звання детектива (набрано 92 %)
- 1983 — тест на звання сержанта (набрано 94 %)
- 1987 — тест на звання лейтенанта (набрано 91 %)
- 1977—1980 — служба у поліції моралі
- 1980—1984 — відділ боротьби з наркотиками
- 1985—1994 — відділ грабежів та вбивств
- 2002 — призначення у зведені сили антитерору

у фільмі «Міцний горішок» на лівій руці Джона видно татуювання — череп у циліндрі.

## Нагороди
- 1978 — отримання «Зірки»
- 1979 — медаль за порятунок життя
- 1980 — подяка за службу
- 1982 — медаль за видатну службу громаді міста Нью-Йорк
- 1984 — медаль за порятунок життя
- 1985 — подяка за службу суспільству
- 1988 — подяка за виняткову службу громаді міста Лос-Анджелес, інцидент у Башті Накатомі
- 1989 — подяка за професіоналізм, швидке вирішення інциденту з терористами в аеропорту м.Вашингтон
- 1993 — медаль за видатну службу
- 1994 — медаль за порятунок життя

## Родина

### Голлі Дженеро
Голлі Дженеро Макклейн — дружина Джона Макклейна. Протягом серії фільмів їх стосунки стають все більш напруженими, до четвертого фільму вони розлучилися. У них двоє дітей, Джон і Люсі. Голлі грає актриса Бонні Беделіа.
Вперше з'являється у фільмі «Міцний горішок», де є заступницею директора філії японської корпорації «Накатомі», офіс якої розташований у Накатомі Плаза (Лос-Анджелес). Вона одружена з Джоном, але через роботу переїхала з дітьми з Нью-Йорка до Лос-Анджелеса, чим Джон дуже незадоволений. Більшу частину фільму Голлі знаходиться у групі заручників, а Джон бореться з терористами. Наприкінці фільму Голлі стає останньою заручницею, оскільки є дружиною Джона.
У «Міцному горішку 2» Голлі знову заручниця, але вже побічно, серед сотень людей у літаках над аеропортом м. Вашингтон. У «Міцному горішку 3» Голлі не з'являється. Тільки голос по телефону, коли Джон телефонує їй, щоб налагодити стосунки. Голлі з дітьми живе у Лос-Анджелесі, а Джон знову у Нью-Йорку. У «Міцному горішку 4» Голлі з'являється у вигляді фото на водійських правах, яке переглядає антагоніст Томас Гебріел. До цього часу Голлі і Джон вже розлучені.

### Люсі Дженеро-Макклейн
Дочка Джона Макклейна, народилася 1982 року. Її втілили Тейлор Фрай у «Міцному горішку» 1988 року і Мері Елізабет Вінстед у «Міцному горішку 4» 2007 року. Вперше з'являється, коли Голлі дзвонить додому у першому фільмі, і Люсі з нею розмовляє.
У «Міцному горішку 4» Люсі з'являється зі своїм не-хлопцем, коли Джон втручається у їх побачення. Люсі називає тата на ім'я, каже, що він помер, та вимагає називати її за прізвищем матері — Люсі Дженеро. Кібертерорист Томас Гебріел викрадає Люсі через Джона, який його переслідує. У полоні Люсі демонструє свій бійцівський характер, успадкований від батька. Вона не падає духом, повідомляє батька, скільки терористів залишилося, при спробі до втечі стріляє в одного терориста. У полоні знайомиться і цікавиться мимовільним напарником Джона, хакером Меттью Феррелом.
На цю роль претендували Джесіка Сімпсон, але з тріском провалила проби, Брітні Спірс, Періс Гілтон та Тейлор Фрай, яка грала дочку Макклейна у першому фільмі 1988 року.

### Джон Макклейн-молодший
Джон Макклейн молодший — син Джона Макклейна, народився 1984 року. Єдиний раз епізодично з'являється у «Міцному горішку» 1988 року. Його грає Ноа Ланд. У «Міцному горішку 4» Томас Габріель називає його Джек Дженеро. Передбачалася участь Джона «Джека» молодшого у фільмі, на його роль претендував Джастін Тімберлейк. У 5 фільмі «Міцний горішок: Хороший день, щоб померти» Джона «Джека» грає Джей Кортні. За сюжетом Джек виявився замішаний у втечу з буцегарні російського злочинного лідера.

## Вороги

### Ганс Грубер
Уродженець Німеччини, колишній член радикального західнонімецького руху Volksfry, що прикинувся терористом. Грубер володів живим розумом, сталевими нервами, вишуканими манерами та іронічним ставленням до американської поп-культурі. У фільмі «Міцний горішок» захопив співробітників японської корпорації «Накатомі» у хмарочосі «Накатомі Плаза» у місті Лос-Анджелес. Контактуючи з поліцією, вимагав звільнення «братів по революційній боротьбі» для відводу очей. Головною метою Ганса були 640 млн доларів США у цінних паперах, що зберігалися у сховищі будівлі. Використовуючи вантажівку «Тихоокеанський кур'єр», Ганс і його підопічні в'їжджають до будинку та захоплюють його, вбивши 2 охоронців. Терористи блокують ліфти, телефонний зв'язок та виходи з будівлі. Ганс входить на різдвяну вечірку та представляється терористом-революціонером. Він виводить із собою директора філії Джозефа Такагі. Не отримавши від нього кодів доступа до сховища, Ганс вбиває його. У плани Ганса втручається Джон Макклейн. Він викликає поліцію, вбиває частину терористів та захоплює детонатори від вибухівки. Це бісить Грубера, і він вбиває одного із заручників.
Ганс йде перевірити замінований дах і зустрічає Макклейна. Той не знає його в обличчя, тож Грубер представляється співробітником корпорації. МакКлейн тікає від підмоги Ганса, яку останній викликав. Коли Грубер впізнає дружину Макклейна Голлі, він відводить її у відкрите сховище, де Джон ранить його. Грубер вивалюється з вікна разом з Голлі, яку зачепив за ремінець годинника. Джон відчіплює Ганса, і той падає з висоти 30-го поверху.
Виконавець ролі Алан Рікман.

### Полковник Стюарт
Колишній командир спецпідрозділу армії США, скандально пов'язаний з генералом Рамоном Есперанса, колишнім диктатором латиноамериканської держави Валверде. Стюарт уклав угоду з генералом та повинен захопити аеропорт Даллас, куди диктатора доставлять в порядку екстрадиції за торгівлю наркотиками, щоб звільнити його. У відповідь, Есперанса надасть притулок Стюарту і його команді в південноамериканській країні, яка не має договорів видачі злочинців із США.
Люди полковника Стюарта, які раніше працювали з ним на Півдні, встановили прослушку на лінії зв'язку авіадиспетчерської, розмістили засідку у новому терміналі та зробили Церкву на околиці аеропорту своєю базою. Церква розташована на лінії контролю аеродрому. Стюарт, встановивши обладнання для посадки літаків, взяв у заручники сотні людей у літаках, що увійшли до зони посадки аеропорту.
Співробітники аеропорту спробували використовувати новий термінал, але були знищені. Засідку у свою чергу знищив Джон Макклейн. За це Стюарт дозволив посадку одному літаку зі зміненим показником висоти моря, що призвело до загибелі всіх пасажирів та членів екіпажу.
Стюарт разом з генералом та всіма спільниками загинув при спробі злетіти на викраденому «Боїнгу» (Макклейн відкрив паливний бак і підпалив пальне).
Виконавець ролі Вільям Седлер.

### Саймон Пітер Грубер
Саймон Грубер — рідний брат Ганса Грубера, головного лиходія у фільмі «Міцний горішок». Колишній офіцер збройних сил НДР. Разом із групою колишніх товаришів по службі організував серію вибухів у Нью-Йорку як відволікаючий маневр. Шантажував Макклейна, змушуючи грати у свою «гру» під загрозою нових терактів, таким чином нібито бажаючи помститись за вбивство брата.
Насправді єдиною його метою було пограбування федерального резервного банку Нью-Йорка.
Загинув у результаті аварії гелікоптера.
Виконавець ролі Джеремі Айронс.

### Томас Гебріел
Томас Гебріел — талановитий програміст, що працював на Міністерство оборони США. Захищаючи інформаційну структуру країни, Гебріел запропонував створити резервну базу даних всієї фінансової інформації держави на одному сервері Департаменту охорони здоров'я та соціального забезпечення США. Одного разу Томас з'ясував уразливість протиракетної системи країни та показав це на засіданні Об'єднаного комітету начальників штабів, обрушивши систему оборони з ноутбука. За це його звільнили, і Томас розробив план помсти. Гебріел найняв групу європейських найманців та зібрав команду програмістів для «Обвалення» державної інфраструктури США, за якого запрацює його проект «База Даних». Тоді він зміг би використовувати інформацію та викачувати мільярди доларів звідки і куди завгодно.
Ненавмисно застрелив сам себе (куля пройшла крізь плече Макклейна, якого Томас притиснув до себе, і потрапила Томасу у груди).
Виконавець ролі Тімоті Оліфант.

### Юрій Комаров
Російський політичний в'язень. Колишній олігарх. За часів СРСР працював на Чорнобильській АЕС, де разом зі своїм колегою Чагаріним вів підпільний бізнес з продажу урану. У 2000 році стараннями Чагаріна, що став впливовою політичною фігурою, був посаджений до в'язниці. Однак незадовго до суду Комаров оголосив про готовність повністю зізнатися у власних злочинах, а так само надати інформацію, що компрометує Чагаріна. Боячись викриття напередодні виборів, Чагарін організовує терористичну атаку на будівлю суду, з метою викрасти Комарова та дізнатися у нього про місцезнаходження документів, що містять компромат (які, за словами Комарова, залишилися у Чорнобилі). Однак, після прибуття до Чорнобиля з'ясовується, що ніяких документів не було, а люди Чагаріна таємно завербовані дочкою Комарова Іриною. Комаров задумав вивезти зі станції радіоактивні матеріали вартістю в мільярди доларів.
Був зарізаний гвинтом гелікоптера.
Виконавець ролі Себастьян Кох.